# Hollis Earl Roberts
Hollis Earl Roberts (9 de maig de 1943 - 19 d'octubre de 2011) va ser un polític amerindi dels Estats Units que va destacar per ser durant 19 anys cap de la Nació Choctaw d'Oklahoma. Hollis Roberts va néixer a Hochatown, Oklahoma, fill de Laura Beam Roberts i Darrell E. Roberts. Va assistir a l'escola elemental d'Holly Creek i a l'Idabel High School, on es va graduar el 1961. Roberts es va casar amb Helen R. Rodríguez el 1963 i van tenir tres fills: dos nois i una noia. Després de la seva carrera política, Roberts va morir el 19 d'octubre de 2011 als 68 anys.
Roberts segueix sent una figura molt polaritzant i polèmica entre els nadius americans. El seu govern de 19 anys com a Cap de la Nació Choctaw va acabar el 1997, enmig de les conviccions de contacte sexual i l'abús sexual. Des d'aquestes conviccions (que li valgueren una pena de presó d'onze anys i la separació del càrrec), al seu llavors extravagant 120.000 dòlars anyals de salari, a la seva presumpta corrupció; tot això han donat lloc a una opinió pública negativa de Roberts. No obstant això va exercir durant 19 anys com a cap d'una de les tribus ameríndies més grans dels Estats Units. Va governar més de 195.000 membres, incloent més de 79.000 a Oklahoma.

## Principi de carrera política
Roberts va començar la seva carrera política com a regidor de l'ajuntament d'Hugo City, on va exercir durant 14 anys. Hugo és una ciutat dins de la reserva Choctaw a Oklahoma. Després del seu temps a Hugo, Roberts va treballar sis anys a la Cambra de Representants d'Oklahoma, que representa el comtat de Choctaw. El comtat de Choctaw només té el sis per cent d'indis, pel que la seva victòria dramàtica el feia més captivador. Després de la seva etapa com a membre de la Cambra de Representants d'Oklahoma Roberts serví el 1975-1978 com a assistent del Cap choctaw David Gardner.

## Elecció com a cap
Després de la mort el 1978 del Cap David Garner, Hollis Roberts va ser escollit cap de la Nació Choctaw d'Oklahoma. La seva elecció al càrrec es va produir al final del Moviment Red Power. Com a líder jove, enèrgic i carismàtic, Roberts encarna gran part del Moviment Red Power i es va convertir en una veu que guiava per al canvi en un moment en què la reivindicació de la sobirania ameríndia estava en el moment me's alt. Roberts va presentar-se contra el seu rival polític Charles Brown. Brown era un polític popular, però de més edat, que era molt respectat pels choctaws. Roberts va guanyar en una elecció renyida per només 339 vots.

## Assoliments
1983 va ser un any gran per a Roberts i per als choctaws. Roberts va proposar una nova constitució per al poble choctaw. Un component important d'aquesta nova constitució era l'eliminació del quàntum de sang per la pertinença tribal, que va incrementar de manera efectiva el nombre de membres de la tribu choctaw. La nova constitució no va venir sense controvèrsia; mentre que no hi havia quàntum de sang mínim per l'afiliació tribal, hi va haver un quàntum de sang forçat d'una quarta part per a ser elegit per a un càrrec tribal. A més, les dones van obtenir el dret al vot amb la nova constitució. Aquesta nova constitució va ser votada per 2.253 vots contra 780 el 9 de juliol de 1983. Com a cap, Roberts tenia la competència de nomenar jutges tribals. El 1983 Roberts va nomenar Juanita Jefferson, la primera jutgessa choctaw. Roberts fou reelegit el 1983.
1992 va ser un altre gran any: el 1992 els choctaws, cherokee, chickasaws i seminola van signar un pacte amb l'Estat d'Oklahoma. Aquest compacte suposa als indis pagar una quota al govern federal cada any en lloc de pagar impostos sobre els productes del tabac venuts als no nadius en les seves reserves. El resultat final va ser que els choctaw va pagar el 75% menys al govern federal i, per tant, van ser capaços d'augmentar el seu benefici en els productes venuts a les reserves. Roberts va treballar per millorar la sanitat, augmentar la població de la tribu, i promoure una economia sana. Durant el seu temps en el càrrec les taxes de mortalitat infantil i de tuberculosi van disminuir dràsticament entre els choctaw disminuir. Roberts va usar la seva influència i habilitats efectivament per a negociar el finançament federal i la creació de programes per a la seva gent.
Sota el seu govern la Nació Choctaw millorar els estàndards de salut, es va registrar un augment de la població, i s'establiren campanyes intensives de creixement econòmic. Avui molts veuen Roberts com un criminal, però en el seu apogeu molts també el veien com un polític carismàtic que va portar canvis molt necessaris als choctaws.

## Controvèrsia
El 6 de juny de 1997 el temps de Roberts com a cap va arribar a la seva fi després de ser declarat culpable en un tribunal federal a Muskogee, Ok. Roberts va ser condemnat per dos càrrecs de contacte sexual i un càrrec d'abús sexual agreujat que involucrava dues empleades de la tribu. El càrrec d'abús sexual agreujat portava una possible sentència de cadena perpètua. No obstant això, finalment va ser condemnat a onze anys de presó. El jurat va absoldre Roberts per quatre delictes similars, tres d'ells amb una exempleada tribal que va testificar que el Sr Roberts l'havia violat. Hollis Roberts va intentar un recurs d'apel·lació davant la Cort Suprema dels Estats Units sobre les condemnes d'abús sexual i la pena de presó d'11 anys, però va perdre les dues. Una de les seves apel·lacions va ser que el Tribunal de Districte dels Estats Units no tenia jurisdicció on es produïren les agressions perquè es produïren en un complex de propietat tribal que era la terra en fideïcomís i, per tant, no país amerindi ni formalment part de la reserva. El govern va fallar en contra d'aquesta apel·lació al·legant que el govern federal posseïa la terra en fideïcomís per als indígenes i així era país amerindi. Roberts també va argumentar que no havia de tenir una sentència més per abusar d'una posició de confiança.